# Challenger de Lugano 2025
El torneo Challenger Città di Lugano 2025 fue un torneo de tenis perteneció al ATP Challenger Tour 2025 en la categoría Challenger 75. Se trató de la 5ª edición; el torneo tuvo lugar en la ciudad de Lugano (Suiza), desde el 24 de febrero hasta el 2 de marzo de 2025 sobre pista dura bajo techo.

## Jugadores participantes del cuadro de individuales
| Preclasificado | País                | Jugador           | Rank1 | Posición en el torneo |
| 1              | Bandera de Bélgica  | Raphaël Collignon | 122   | FINAL                 |
| 2              | Bandera de Croacia  | Borna Ćorić       | 145   | CAMPEÓN               |
| 3              | Bandera de Francia  | Luca Van Assche   | 152   | Cuartos de final      |
| 4              | Bandera de Bélgica  | Alexander Blockx  | 158   | Segunda ronda         |
| 5              | Bandera de Francia  | Hugo Grenier      | 169   | Segunda ronda         |
| 6              | Bandera de Alemania | Henri Squire      | 179   | Cuartos de final      |
| 7              | Bandera de Lituania | Vilius Gaubas     | 181   | Cuartos de final      |
| 8              | Bandera de Canadá   | Liam Draxl        | 184   | Cuartos de final      |

- 1 Se ha tomado en cuenta el ranking del 17 de febrero de 2025.

### Otros participantes
Los siguientes jugadores recibieron una invitación (wild card), por lo tanto ingresan directamente al cuadro principal (WC):
- Rémy Bertola
- Mika Brunold
- Jakub Paul

Los siguientes jugadores ingresan al cuadro principal tras disputar el cuadro clasificatorio (Q):
- Ričardas Berankis
- Edas Butvilas
- Murphy Cassone
- Dino Prižmić
- Vitaliy Sachko
- Rei Sakamoto

## Campeones

### Individual Masculino
- Borna Ćorić derrotó en la final a  Raphaël Collignon por 6–3, 6–1

### Dobles Masculino
- Cleeve Harper /  David Stevenson derrotaron en la final a  Jakub Paul /  David Pel por 4–6, 6–3, [10–8]